# Edad de oro del tango
La Edad de Oro del tango es el período comprendido aproximadamente entre 1935 y mediados de la década de 1950, durante el cual el tango alcanzó su mayor esplendor como expresión musical, cultural y social en Argentina y Uruguay. Este período se caracteriza por una notable sofisticación artística, una profesionalización de las orquestas y una masiva difusión del género a través de los medios de comunicación. 

## Contexto histórico y características
La Edad de Oro del tango se desarrolló en un contexto de auge urbano y cultural, especialmente en Buenos Aires y Montevideo. En la década de 1940, Buenos Aires contaba con alrededor de 200 orquestas activas, una cifra sin precedentes en otras ciudades del mundo.
Este florecimiento coincidió con la expansión de la radio, el cine y las salas de baile, que permitieron una difusión masiva del tango en todos los sectores sociales.

## Difusión y medios de comunicación
La radio fue un vehículo fundamental en la expansión del tango. En 1942, unas veinte radios privadas de Buenos Aires y treinta y siete estaciones del interior de Argentina transmitían regularmente música de tango, con una escasa proporción de música grabada (menos del 10%).[cita requerida]
El cine también jugó un papel importante en la internacionalización del género. Películas como El día que me quieras (1935), protagonizada por Carlos Gardel, contribuyeron a proyectar el tango más allá del Río de la Plata.[cita requerida]

## Figuras destacadas
Durante la Edad de Oro surgieron numerosas figuras que contribuyeron de manera decisiva a la evolución del tango. Entre las orquestas más influyentes se destacan las de Aníbal Troilo, Juan D'Arienzo, Carlos Di Sarli, Osvaldo Pugliese y Miguel Caló.
En el ámbito vocal, cantantes como Francisco Fiorentino, Ángel Vargas, Alberto Podestá, Héctor Mauré, Tita Merello, Rosita Quiroga, Azucena Maizani, Mercedes Simone, Sofía Bozán, Ada Falcón y Libertad Lamarque se destacaron tanto en grabaciones como en actuaciones en vivo.
Asimismo, poetas como Homero Manzi, Enrique Cadícamo, Cátulo Castillo, Homero Expósito y José María Contursi elevaron la calidad literaria del tango con letras cargadas de lirismo, melancolía y reflexión social.

## Legado y evolución posterior
A partir de mediados de los años 50, el tango comenzó a perder masividad frente a otros géneros musicales como el rock and roll, aunque nunca desapareció del todo. Uno de los nombres fundamentales en la evolución posterior fue Astor Piazzolla, quien desarrolló el llamado tango nuevo, fusionando el tango tradicional con elementos del jazz y la música clásica.
En 2009, el tango fue declarado Patrimonio Cultural Inmaterial de la Humanidad por la UNESCO, en reconocimiento a su valor artístico, histórico y social.